# Neriene kimyongkii
Neriene kimyongkii är en spindelart som först beskrevs av Paik 1965.  Neriene kimyongkii ingår i släktet Neriene och familjen täckvävarspindlar. Inga underarter finns listade i Catalogue of Life.